# Kecamatan Nyalindung
Kecamatan Nyalindung är ett distrikt i Indonesien.   Det ligger i provinsen Jawa Barat, i den västra delen av landet, 90 km söder om huvudstaden Jakarta.